# 建部地域
建部地域（たけべちいき）は、岡山県岡山市北区の北端に位置する地域。域内は全大字が「建部町（たけべちょう）」を冠しており、2007年1月22日に岡山市と合併した御津郡建部町（たけべちょう）域に相当する。岡山県のほぼ中央にあたり、旧備前国と旧美作国にまたがる。

## 概要
現在の岡山市の北端部を占める。1967年（昭和42年）1月15日から2007年（平成19年）1月21日にかけては、御津郡建部町であった。町の中心地である福渡（ふくわたり）は、旧美作国の南端にあたる。旭川の向かいが旧備前国にあたり、津山街道の渡し舟があったこと、岡山と津山の中間に位置することから古くより「行こか岡山、戻ろか津山、ここが思案の深渡し」とうたわれた。
新市基本計画には、「豊かな緑と多様な野生生物に恵まれた自然環境や温泉などの地域自然を積極的に保全活用し、自然環境と共生した交流のまちづくりを進めます」とあり、「観光レクリエーションの振興と環境との共生」「農業の活性化と安全で快適な居住環境の創出」の2点にまちづくりの重点が置かれている。

## 地理
町のほぼ中央部を旭川が北から南に貫流している。これに久米南町から流下する誕生寺川などが合流している。これらの川沿いには谷底平野が発達しており、集落や水田が多く立地している。その周辺は隆起準平原である吉備高原面である。谷底平野から森林となっている急峻な斜面を登ったところになだらかな高原が広がっており、牧場や棚田、集落が立地している。
- 山:高倉山(548m) 、高城山(337m)
- 河川: 旭川、誕生寺川（旭川支流）
- 湖沼: 旭川湖（旭川ダム）、白鳥湖（旭川第二ダム）

隣接している地域
- 岡山市北区御津、赤磐市、久米郡久米南町・美咲町、加賀郡吉備中央町

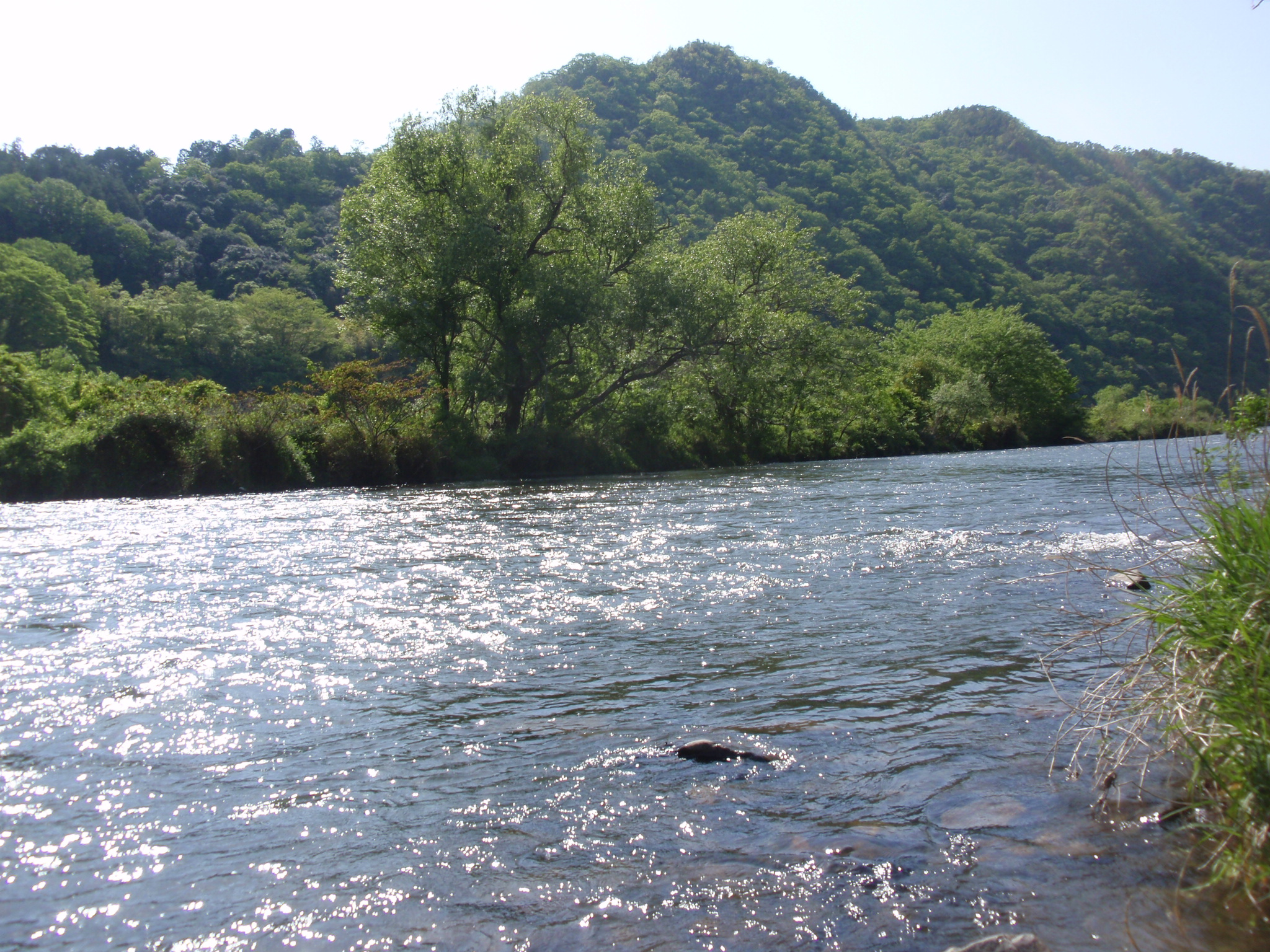
旭川の風景（建部町川口・品田）
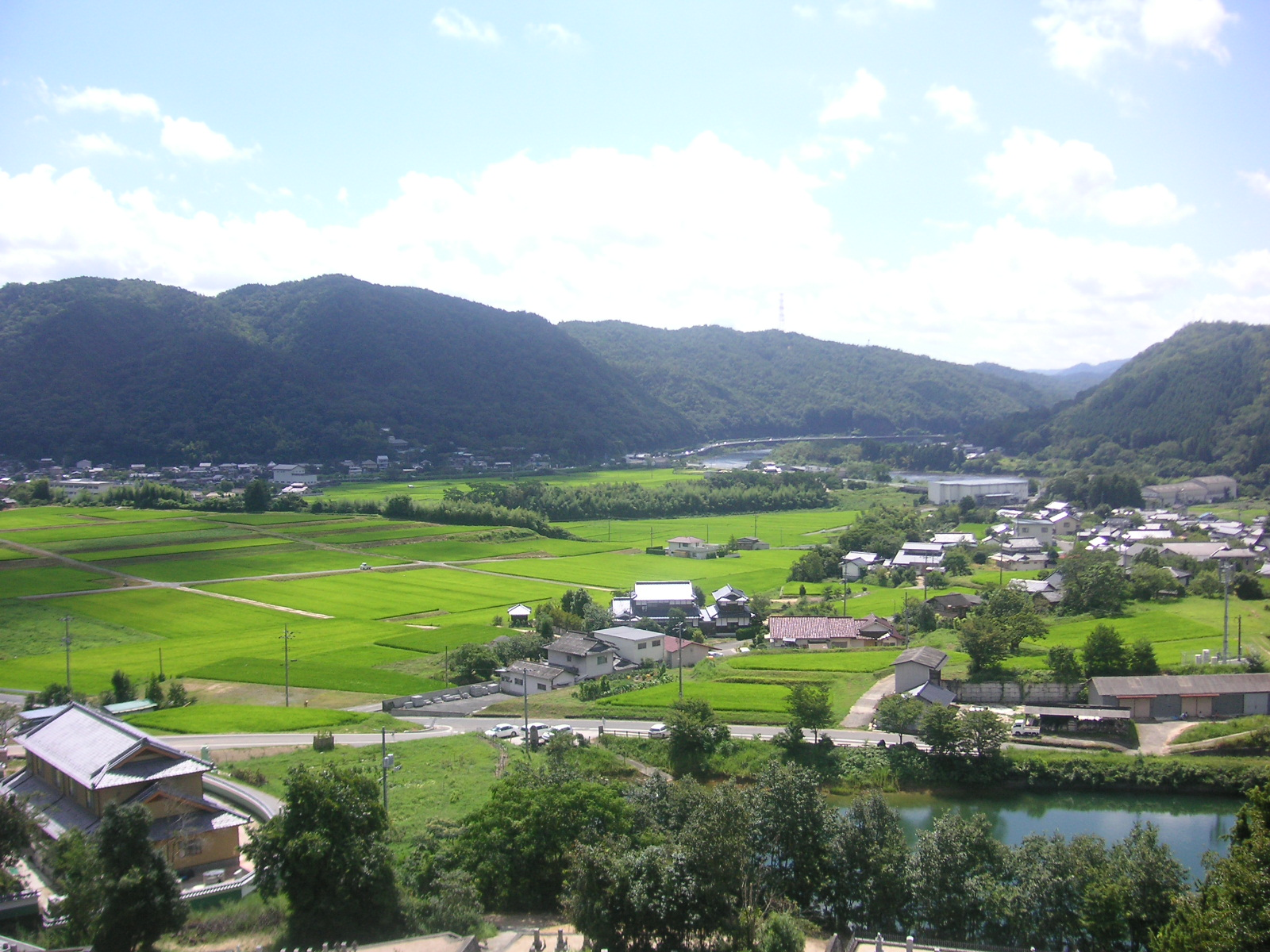
建部町の農村景観（建部町川口）
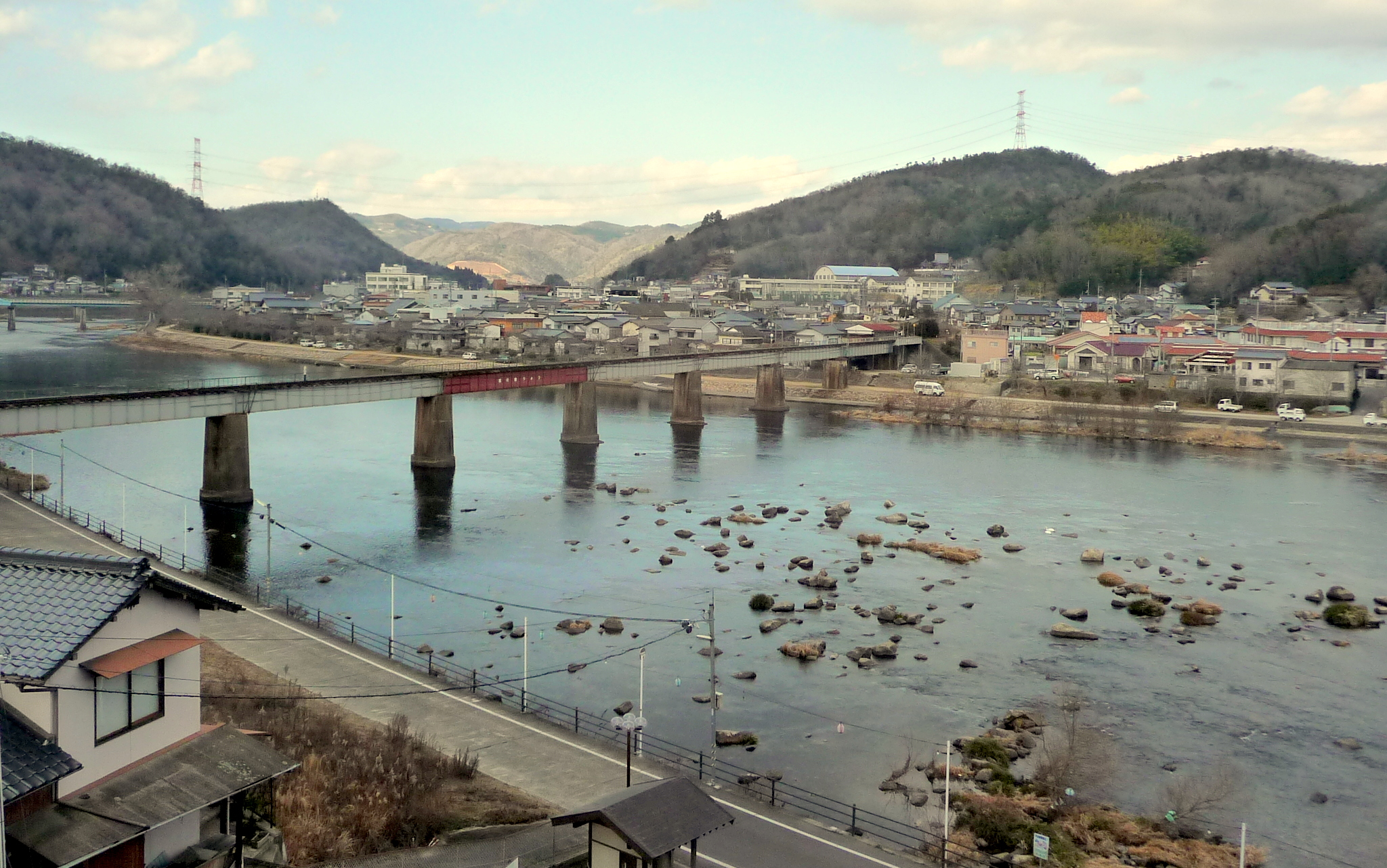
八幡温泉郷（建部町建部上）から建部町福渡の町並みを望む

## 教育
- 岡山市立竹枝小学校（旧・建部町立竹枝小学校）
- 岡山市立建部小学校（旧・建部町立建部小学校）
- 岡山市立福渡小学校（旧・建部町立福渡小学校）
- 岡山市立建部中学校（旧・建部町立建部中学校）
- 岡山・建部 医療福祉専門学校

廃校
- 岡山県立福渡高等学校（現・岡山県立岡山御津高等学校）

## 交通

### 鉄道路線
- JR津山線：建部駅 - 福渡駅
  - 中心となる駅：福渡駅

### バス路線
- 御津・建部コミュニティバス

### 道路
一般国道
- 国道53号
- 国道484号

県道
- 岡山県道30号落合建部線
- 岡山県道70号久米建部線
- 岡山県道71号建部大井線
- 岡山県道211号建部停車場線
- 岡山県道423号福渡停車場線
- 岡山県道451号和田北鶴田線
- 岡山県道453号宮地鹿瀬線
- 岡山県道456号下籾三明寺線
- 岡山県道457号吉田御津線

## 名所・旧跡・観光スポット・祭事・催事

### 史跡
- 竹内流古武道発祥の地 - 県指定史跡。建部町角石谷。
- 建部井堰（一の口井堰） - 現存する日本最大の石造取水堰として、土木学会選奨土木遺産に認定されている。

### 社寺・建造物
- 七社八幡宮 - 建部祭りが県指定重要無形民俗文化財。「能面　翁（白色尉）」が県指定重要文化財（彫刻）。建部町建部上。
- 志呂神社 - 志呂神社御供が県指定重要無形民俗文化財。建部町下神目。
- 成就寺 - 木造金剛力士立像が県指定重要文化財（彫刻）。建部町富沢。
- 豊楽寺 - 豊楽寺文書が県指定重要文化財（古文書）。建部町豊楽寺。
- 石造地蔵菩薩立像 -県指定重要文化財（建造物）。建部町富沢。
- JR津山線建部駅駅舎（旧中国鉄道建部駅駅舎）- 国登録有形文化財（建造物）。建部町中田。

### レジャー・スポーツ施設等
- 八幡温泉郷（やはたおんせんきょう） - たけべ八幡温泉、やはたの里など。
- 自然家族旅行村 たけべの森公園[1]
- 建部町産業観光物産案内所
- UAゼンセン中央教育センター「友愛の丘」[2]（合宿研修施設）
- 建部町総合スポーツセンター
- グレート岡山ゴルフ倶楽部
- たけべの森ゴルフ倶楽部
- 旭川ダム

### 祭事・催事
- たけべはっぽね春祭り（毎年4月）
- 親子環境学習サマースクールinたけべ（毎年8月）
- 建部町納涼花火大会（毎年8月）
- 志呂神社御供・秋季例祭（毎年10月下旬） - 志呂神社御供は県指定重要無形民俗文化財。建部町下神目。
- 建部祭り（毎年10月上旬） - 県指定重要無形民俗文化財。建部町建部上（七社八幡宮）。
- 岡山弁はええもんじゃ～ことばの祭り・建部～（毎年11月か12月）

## 文化施設
- 岡山市環境学習センター めだかの学校[3]
- 岡山市立建部町公民館
- 岡山市立建部町図書館
- 建部町文化センター

## 大字とその読み方
岡山市北区建部町に属する大字とその読み方は、以下の通り。1955年1月31日までの町村ごとに記す。
旧・久米郡福渡町
- 建部町川口 （たけべちょうかわぐち）
- 建部町下神目 （たけべちょうしもこうめ）
- 建部町福渡 （たけべちょうふくわたり）
- 建部町豊楽寺 （たけべちょうぶらくじ）

旧・久米郡鶴田村
- 建部町三明寺 （たけべちょうさんみょうじ）
- 建部町角石畝 （たけべちょうついしうね）
- 建部町角石谷 （たけべちょうついしだに）
- 建部町鶴田 （たけべちょうたづた）
- 建部町和田南 （たけべちょうわだみなみ）

旧・御津郡上建部村
- 建部町品田（たけべちょうしなだ）
- 建部町建部上（たけべちょうたけべかみ）
- 建部町田地子（たけべちょうたじこ）
- 建部町富沢（たけべちょうとみさわ）
- 建部町宮地（たけべちょうみやじ）

旧・御津郡建部村
- 建部町市場（たけべちょういちば）
- 建部町桜（たけべちょうさくら）
- 建部町中田（たけべちょうなかだ）
- 建部町西原（たけべちょうにしばら）

旧・赤磐郡竹枝村
- 建部町大田（たけべちょうおおだ）
- 建部町小倉（たけべちょうおぐら）
- 建部町土師方（たけべちょうはじかた）
- 建部町吉田（たけべちょうよしだ）

## その他
- 市外局番は、福渡MAに属している（0867（市内局番は20～39）。市内局番40~99（新見及び久世MA）のエリアへ通話するときは市外局番が必要である。天気予報は086-177（岡山県南部地方）。
  - 福渡MA(0867(20～39)) のエリア
    - 岡山市（御津地区）・建部町・久米南町（一部を除く）・美咲町（旭地区）・吉備中央町（加茂川地区（一部を除く））